# Albert Köster
Albert Johannes Köster (* 7. November 1862 in Hamburg; † 29. Mai 1924 in Leipzig) war ein deutscher Germanist und Theaterwissenschaftler.

Albert Köster

## Leben
Als Sohn eines Weingroßhändlers besuchte Köster das Johanneum in Hamburg, wo er 1882 das Abitur ablegte. Danach studierte er an den Universitäten Tübingen und Leipzig Jura, Philologie und Literaturgeschichte. 1887 wurde er in Leipzig im Fach Geschichte bei Wilhelm Maurenbrecher und Georg Voigt promoviert. Thema seiner Dissertation war: „Die Wormser Annalen. Eine Quellenuntersuchung“.
Ab 1887 war er Privatgelehrter in Hamburg und bekam 1892 an der Universität Marburg eine Anstellung als ao. Professor für Neuere deutsche Sprache und Deutsche Literaturgeschichte, die er bis 1899 innehatte. Ab 1893 war er auch einer der Direktoren des Germanistischen Seminars der Universität Marburg.
1899 erhielt er einen Ruf als Ordinarius für Neuere deutsche Sprache und Literatur an der Universität Leipzig als Nachfolger von Rudolf Hildebrand. Dort war er zusammen mit Eduard Sievers Direktor des Deutschen Seminars. Er erhielt in seiner Leipziger Zeit Rufe auf angesehene Lehrstühle, so als Nachfolger seines Mentors und Freundes Erich Schmidt an die Universität Berlin oder an die Universität Wien, die er jedoch ablehnte.

## Forschung
Während seiner Laufbahn waren seine Forschungsschwerpunkte die Deutsche Literaturgeschichte des 16. bis 19. Jahrhunderts, Goethe, Schiller, die Faust-Sage und die Faust-Dichtung, Geschichte und Theorie der nhd. Metrik sowie Theaterwissenschaften.
Köster prägte über ein Vierteljahrhundert den Ruf der Leipziger Germanistik. Er war ein ausgezeichneter Kenner der Werke Goethes, publizierte jedoch vergleichsweise wenige größere Schriften und wurde vor allem durch die Herausgabe der „Briefe der Frau Rath Goethe“ sowie einer kritischen Ausgabe der Werke von Theodor Storm bekannt.
Neben seinen Leistungen auf dem Gebiet der Literaturgeschichte gehörte Köster zu den ersten Wissenschaftlern, die sich um eine methodisch begründete wissenschaftliche Theaterforschung bemühten. Auch stellte er eine bühnengeschichtliche Sammlung zusammen. Diese wurde nach seinem Tod vom Deutschen Theater-Museum München erworben, fiel jedoch 1944 größtenteils einem Bombenangriff zum Opfer. Seine umfangreiche Bibliothek wurde auf seinen Wunsch hin in einer Auktion der Firma Walter de Gruyter & Co. am 26./27. Januar 1925 versteigert.
Zahlreiche seiner Schüler wurden später selbst bekannte Wissenschaftler oder Literaten, so Ernst Bergmann, Ernst Beutler, Reinhard Buchwald, Werner Deetjen, Alfred Götze, Erich Kästner, Anton Kippenberg, Paul Merker, Julius Petersen, Kurt Pinthus, Fritz Brüggemann und Friedrich Schulze.

## Ehrungen
- 1909: Kgl. Sächsischer Geheimer Hofrat

## Mitgliedschaften
- 1888 bis 1891: Mitglied der Berliner Germanistenkneipe
- 1904 ordentliches Mitglied der Königlich Sächsischen Gesellschaft der Wissenschaften